# علي شيخ
علي شيخ هي قرية في مقاطعة خوي، إيران. يقدر عدد سكانها بـ 181 نسمة بحسب إحصاء 2016.